# 印第安威爾斯 (亞利桑那州)
印第安威爾斯（英語：Indian Wells）是位於美國亞利桑那州納瓦霍縣的一個人口普查指定地區。根據2010年美國人口普查，該地共人口500人，而該地的面積約為26.93平方千米。

## 地理
印第安威爾斯的座標為35°24′20″N 110°05′05″W / 35.40556°N 110.08472°W，而該地最高點為海拔高度1768米（即5800英尺）。